# Longué-Jumelles
Longué-Jumelles es una población y comuna francesa, en la región de Países del Loira, departamento de Maine y Loira, en el distrito de Saumur y cantón de Longué-Jumelles.

## Demografía
| 5627 | 5936 | 6317 | 6773 | 6781 | 6928 |
| Para los censos de 1962 a 1999 la población legal corresponde a la población sin duplicidades (Fuente: INSEE [Consultar]) |      |      |      |      |      |